# Égide-de-Bœck-Kulturzentrum
Das Égide-de-Bœck-Kulturzentrum ist eine gemeinnützige Bildungsorganisation mit Hauptsitz in Lisala, die es sich zur Aufgabe gemacht hat, die Kenntnis der Sprache Lingala zu fördern. Es ist ein dem portugiesischen Instituto Camões, dem britischen British Council, der französischen Alliance française, der italienischen Società Dante Alighieri, dem spanischen Instituto Cervantes und dem deutschen Goethe-Institut ähnliches Kulturinstitut.

## Name
Das Égide-de-Bœck-Kulturzentrum ist nach dem belgischen Sprachforscher Égide de Bœck benannt, dem Verfasser der ersten Grammatik für Lingala und Förderer der Sprache in Kirche und Unterricht. Égide de Bœck war zwischen 1900 und 1944 mehrheitlich in Neu Antwerpen und Lisala tätig, zuletzt als apostolischer Vikar.

## Tätigkeitsfeld
Das Égide-de-Bœck-Kulturzentrum publiziert einerseits Grammatiken, Wörterbücher und Lehrmaterial für Lingala. Andererseits bietet es Sprachkurse an. Ein Schwerpunkt liegt dabei bei Klerikern und Radiosprechern, also Leuten, welche beruflich mit Lingala zu tun haben und in der verarmten Demokratischen Republik Kongo noch einigermaßen zahlungskräftig sind.

## Trägerschaft
Das Égide-de-Bœck-Kulturzentrum wird von der Diözese Lisala getragen. Es ist aus deren Bedürfnis entstanden, dass die Priester und Katecheten, welche Lingala oft als Zweitsprache sprechen, gute Sprachkenntnisse haben.

## Standorte
- Lisala (Mongala)
- Bumba (Mongala)
- Basankusu (Equateur)
- Gemena (Südubangi)
- Budjala (Südubangi)
- Limete (Kinshasa)